# طلال عبد الله
طلال عبد الله (مواليد 28 مارس 1994) لاعب كرة قدم إماراتي يجيد اللعب في الدفاع مع نادي الذيد الإماراتي .

## مسيرة اللاعب
لعب في نادي الشعب ونادي عجمانو نادي الشارقة ونادي الحمرية والنادي العربي ونادي الذيد.

## روابط خارجية
- طلال عبد الله على موقع Soccerway.com (الإنجليزية)